# إبراهيم السبيع
إبراهيم السبيع (مواليد 6 أكتوبر 1986) هو لاعب كرة قدم سعودي .
كانت بداياته مع نادي الأنصار و وقع مع نادي أحد في عام 2014 .

## وصلات خارجية
- إبراهيم السبيع